# 親任官
親任官（日语：／ Shinninkan），是大日本帝國憲法下的官僚階級之一。明治憲法下的官僚制度的最高位置、由日本天皇經親任式任命。必須使用閣下這一敬稱。

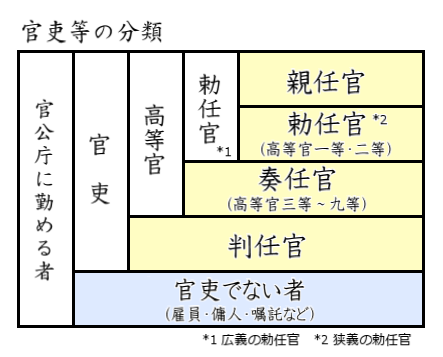
此圖中顯示了親任官的官位

現在日本國憲法下，内閣總理大臣與最高裁判所長官亦是經親任式由天皇任命。隨著同憲法的施行，親任官、勅任官的區分被廢除，現在不存在「親任官」的官職。

## 親任官（文官）
内閣總理大臣、對滿事務局總裁、枢密院議長、枢密院副議長、枢密顧問官、内大臣、宮内大臣、國務大臣、特命全權大使、大審院長、檢事總長、會計檢査院長、行政裁判所長官、朝鮮總督、朝鮮總督府政務總監、台灣總督、神宮祭主

## 親任官（武官）
陸軍大將、海軍大將、参謀總長、軍令部總長、教育總監、總軍總司令官、方面軍司令官、軍司令官、師團長、侍從武官長、東京警備司令官、關東戒嚴司令官、東京衛戍總督、联合舰队司令长官、艦隊司令長官、鎮守府司令長官、警備府司令長官
上記的親任官官職，如由大將以外者（中將等）擔任則稱為「親補職」（在職中受親任官待遇）。

## 關連項目
- 勅任官
- 判任官
- 奏任官
- 高等官
- 認証官